# Alguien por quien vivir
Alguien por quien vivir es una telenovela chilena producida y emitida por Canal 13 durante el primer semestre de 1982. Es una versión de la telenovela homónima del año 1975 del argentino Carlos Lozano Dana, protagonizada por Alberto Martín y Ana María Picchio.  
Es protagonizada por Sonia Viveros, Cristián Campos, Claudia Di Girolamo y Patricio Achurra. Cuenta con las actuaciones de Walter Kliche, Gloria Münchmeyer, Silvia Santelices, Lucy Salgado, Domingo Tessier, Nelly Meruane, Jaime Vadell, entre otros.   
A partir de 1982 comenzó a desarrollarse la historia que incluía, en su escenario central, el conflicto de tres familias de diferentes estratos sociales. Alguien por quien vivir es una historia realista y entretenida, cuya trama se desarrolla en torno a los conflictos sentimentales y existenciales de tres familias de diferentes clases sociales.

## Argumento
Los Sonnenberg, una familia de clase acomodada, cuya madre es una viuda con dos hijastros ya adultos. Sus problemas son los típicos de quienes lo tienen todo menos comunicación y amor, pero que por conveniencia simulan una felicidad que no existe y que esconde un fondo de rencor, egoísmo, envidia y celos. 
Después aparecen los Filippi, de ideas, costumbres y moral conservadora y estable. Una de las hijas estudia en la universidad y la otra trabaja en una gran empresa como oficinista. El padre, viudo desde hace muchos años, tiene interés en una señora a la que visita a escondidas, ya que desea que sean sus hijas las que se casen antes de que él rehaga su vida.
Por último figuran los Elizalde, sencillos, agradables y con una vida plena de armonía, pese a su estrechez económica y a algunos desajustes propios de la juventud de los hijos. 
A esta rica galería de personajes que conforman la columna vertebral de la historia, se agregan otros que tienen estrecha relación con sus vidas, como el playboy que pretende a varias mujeres a un tiempo, la instructora de un instituto de ciegos, cuya crueldad no se compadece con su profesión, la cuarentona que no se conforma con su juventud perdida y que vive entre frascos de crema de belleza y estados depresivos.

## Elenco
- Sonia Viveros como Ana Phillippi.
- Cristián Campos como Juan José "Juanjo" Elizalde.
- Walter Kliche como Agustín Phillippi.
- Lucy Salgado como Julieta.
- Malucha Pinto como  Olga Phillippi.
- Nelly Meruane como Ester de Elizalde.
- Domingo Tessier como Santiago Elizanlde.
- Cristián García-Huidobro como Alejandro Elizalde.
- Fernando Kliche como Jaime.
- Gloria Münchmeyer como Silvia
- Jaime Vadell como César Alonso.
- Patricio Achurra como Óscar.
- Coca Guazzini como Graciela.
- Ramón Farías como Hugo.
- Silvia Santelices como Cecilia de Sonnenberg.
- Claudia Di Girolamo como Karin Sonnenberg.
- Reinaldo Vallejo como Federico Sonnenberg.
- Tennyson Ferrada como Max.
- Grimanesa Jiménez como Roberta.
- Mauricio Pesutic como Javier.
- Carlos Matamala como Sergio.
- Esperanza Silva como María José.
- Solange Lackington como Ruth.
- Paulina García

## Curiosidades
- Es la primera teleserie chilena en usar "Placement" en la Analía Filippi (interpretada por Sonia Viveros) trabaja como secretaria en la empresa Entel Chile.

## Premios
| Año  | Premio                                 | Categoría            | Nominado        | Resultado |
| ---- | -------------------------------------- | -------------------- | --------------- | --------- |
| 1982 | Gran Premio Vea TV                     | Mejor actor o actriz | Sonia Viveros   | Ganadora  |
| 1982 | Premio Mérito Televisivo de La Tercera | Mejor actriz         | Sonia Viveros   | Ganadora  |
| 1982 | Premio Mérito Televisivo de La Tercera | Mejor actor          | Cristián Campos | Ganador   |